# Copa FIFA Confederaciones
La Copa FIFA Confederaciones, también llamada simplemente Copa Confederaciones, fue un torneo internacional de fútbol de carácter oficial organizado por la FIFA. En él participaban las seis selecciones campeonas de las confederaciones continentales que componen el máximo organismo del fútbol mundial, además del vigente campeón del mundo y el país anfitrión para un total de ocho contendientes. Era el segundo torneo más importante a nivel de selecciones organizado por la FIFA después de la Copa Mundial.
Inicialmente las primeras ediciones de 1992 y 1995 se disputaron con un intervalo de tres años, y de 1995 hasta 2005 se celebraba cada dos años. Desde 2001 (con excepción de 2003), se disputaba un año antes de la Copa Mundial en el país anfitrión, es decir, cada cuatro años.
La Copa Confederaciones se disputó en diez ocasiones y seis países alzaron la copa: Brasil fue el equipo más exitoso, con cuatro títulos; Francia le siguió con dos trofeos; en tanto Argentina, México, Dinamarca y Alemania se han titulado campeones en una ocasión. El torneo presentó un fuerte dominio de las selecciones sudamericanas y europeas: las primeras ganaron el título en cinco ocasiones, mientras que las europeas lo ganaron en cuatro oportunidades. Los máximos goleadores históricos del torneo son Ronaldinho y Cuauhtémoc Blanco; ambos con 9 goles.

## Historia

### Antecedentes
Antes de la Copa Confederaciones, en su época existieron otros torneos intercontinentales oficiales. Por un lado estaba la Copa Artemio Franchi, de la que entonces se habían disputado dos ediciones en los años 1985 y 1993, en la que se enfrentaban el campeón de Europa y el de América del Sur. Este certamen era el equivalente en selecciones a la extinta Copa Intercontinental a nivel clubes y debió su nombre al expresidente de la Asociación Italiana y posterior Presidente de la UEFA Artemio Franchi (1922-1983). Por otro lado estaba la Copa de Naciones Afroasiáticas, que se celebró de manera irregular entre los años 1978 y 2007, en la que los campeones de África y de Asia medían sus fuerzas.

### Inicios bajo el nombre de «Copa Rey Fahd» (1992-1995)
El torneo nació en 1992 con el nombre de Copa Rey Fahd en honor del entonces rey de la Arabia Saudita, que organizó el torneo con la federación de su país desde 1992 hasta 1995. 
En 1997 la FIFA lo elevó de categoría y aumentó el número de participantes a ocho (añadiendo a los equipos participantes al campeón del mundo y al ganador de Oceanía) y cambió su nombre a Copa FIFA Confederaciones oficializando las dos primeras ediciones.

### Continuidad como Copa FIFA Confederaciones (1997-2017)
En un principio se celebraba cada dos años y hasta 1997 tuvo como sede Arabia Saudita. De 1999 a 2003 se llevó a cabo en diferentes países; sin embargo, la FIFA decidió que a partir de 2005 se realizara cada cuatro años, en el año que precede la Copa Mundial de Fútbol teniendo la misma sede, esto para probar la capacidad organizativa del país anfitrión de ese certamen.
En 2001, como anticipo de la Copa Mundial de Fútbol de 2002, fue organizado por Corea del Sur y Japón. Bajo este precedente, Alemania también organizó el del año 2005. La siguiente edición se celebró en Sudáfrica del 14 al 28 de junio de 2009. La anterior Copa FIFA Confederaciones 2013 se celebró en Brasil y en 2017 se llevó a cabo en Rusia.
En el torneo de 2003, el mundo se vio conmocionado debido a la muerte del jugador camerunés Marc-Vivien Foé, que murió por extendimiento de su ventrículo izquierdo en el minuto 71 del partido de semifinales entre Camerún y Colombia disputado en Lyon.

### Cancelación de la Copa Confederaciones 2021 y extinción
Inicialmente, la Copa Confederaciones de 2021 se adjudicó a Catar el 2 de diciembre de 2010, al ser el organizador de la Copa Mundial de Fútbol de 2022. Debido a las altas temperaturas del verano catarí y a la imposibilidad de cambios de fecha (contrario a lo que sucedió para la Copa Mundial) por calendarios futbolísticos programados para ese año, el 25 de febrero de 2015 la FIFA decidió retirar a Catar la sede de este evento y se abrió la candidatura a las distintas asociaciones del mismo continente en reemplazar por un nuevo certamen, mientras el Mundial se llevó a cabo entre el 20 de noviembre y el 18 de diciembre de 2022. Sin embargo, se iba a compensar al país con la organización de otro torneo de la FIFA a disputarse en diciembre de 2021 como prueba para el Mundial de 2022. Este torneo acabó siendo la Copa Árabe, disputada entre el 30 de noviembre y el 18 de diciembre de 2021.
En marzo de 2019 el presidente de la FIFA anunció la creación de un nuevo Mundial de Clubes ampliado que reemplazará a la Copa Confederaciones y que ocupará las fechas de dicho torneo, dando por extinto y finalizado la disputa de este torneo. En junio de 2022 el formato de la Copa Artemio Franchi retornó con el nombre de Copa de Campeones Conmebol-UEFA, llamado comúnmente "Finalissima".

## Participantes
La Copa Confederaciones reunía a los campeones de los diferentes torneos continentales de cada confederación e iniciaba su ciclo a partir de la culminación de la Copa Mundial de la FIFA. El ganador es el primero en tener acceso automáticamente a la competición. Posteriormente se sumaban los campeones de la Copa Asiática, la Copa Africana de Naciones, la Copa de Oro, la Copa América, la Copa de las Naciones, la Eurocopa, y el anfitrión del torneo. Si algún país se repetía siguiendo estos criterios o si rehusaba participar, el subcampeón o el país mejor clasificado del área de su torneo ocupaba su lugar.
- AFC: Copa Asiática (países de Asia, excepto Israel, Kazajistán y Turquía; más Australia, Islas Marianas del Norte y Guam).
- CAF: Copa Africana de Naciones (países de África).
- Concacaf: Copa Concacaf (América del Norte, América Central, las islas del Caribe, Guyana, Surinam y Guayana Francesa).
- Conmebol: Copa América (países de América del Sur, excepto Guyana, Surinam y Guayana Francesa, más dos invitados).
- OFC: Copa de las Naciones (países de Oceanía excepto Australia, Islas Marianas del Norte, Guam y Palaos).
- UEFA: Eurocopa (países de Europa, Israel, Kazajistán y Turquía).

## Trofeo
El primer trofeo fue presentado en la edición de 1992 de la Copa del Rey Fahd. Esta copa fue confeccionada y realizada por la casa Bertoni (la misma que diseñó la Copa Artemio Franchi y la Copa Mundial). El trofeo estaba hecho de plata ley y bañado en oro. Poseía forma de palmera hexagonal y sobre la misma se encontraba sujeta una esfera en forma de balón de fútbol donde se hallaba representado el mundo y sus continentes. Sobre la base de la palmera se encontraban grabados, en cada una de sus seis esquinas, los nombres de las seis confederaciones pertenecientes a la FIFA. Finalmente, la copa se encontraba unida a una base formada por dos aros concéntricos de malaquita. Entre ambos aros estaba escrita la leyenda "Copa Intercontinental de Selecciones para el Rey Fahd" (primero en árabe y luego en inglés).
El segundo trofeo de la Copa Confederaciones fue presentado en la edición de 1997 en reemplazo del antiguo trofeo Rey Fahd. Esta nueva copa fue creada por Fritz Jucker y producida por el orfebre Walter Schumacher. La medida de la estatuilla es de 44,5 centímetros, con una envergadura máxima de 17 centímetros y un peso aproximado de 7,5 kilogramos. El diámetro del pedestal es de 17 centímetros.
La copa está hecha de bronce y bañada en oro. A su vez, el trofeo está representado por una esfera terrestre que simboliza el mundo y sus seis continentes. El nombre de la competición se encontraba grabado sobre dos bandas en forma de cinta que nacen desde la base de la columna y trepan en forma espiral hasta el globo. La columna del trofeo se encontraba montada sobre un pedestal de lapizlázuli sujeta a dos aros concéntricos dorados. En el centro se ubicaban seis escudos de las confederaciones, bañados en oro, que eran acompañados por otro aro concéntrico que los unía. Finalmente, el pedestal se encontraba unido a una base de madera hexagonal donde se ubicaban placas doradas en sus lados, para inscribir el nombre de los campeones y sus respectivas ediciones.
Desde la edición de 2013, el trofeo ha sufrido cambios significativos. En la cintas en forma de espiral que envuelven el trofeo se ha suprimido el nombre del torneo. El pedestal fue reemplazado por uno de mármol azul, perdiendo sus tres aros concéntricos dorados, pero manteniendo los escudos de las confederaciones. La base hexagonal fue remplazada por otra en forma de prolongación del pedestal, que posee en su frente una placa con la leyenda FIFA Confederations Cup. En el contrafente de la base se encuentra una pequeña placa rectangular con la misma descripción que la placa frontal, adhiriendo también la sede y edición del torneo en disputa.

## Resultados y estadísticas

### Campeonatos
Esta tabla muestra los principales resultados de la Copa FIFA Confederaciones.
| Año                                                                            | Sede                  | Campeón   | Final Resultado | Subcampeón     | Tercer lugar    | Resultado             | Cuarto lugar    |
| ------------------------------------------------------------------------------ | --------------------- | --------- | --------------- | -------------- | --------------- | --------------------- | --------------- |
| Campeonato Intercontinental / Copa Rey Fahd                                    |                       |           |                 |                |                 |                       |                 |
| 1992 Detalle                                                                   | Arabia Saudita        | Argentina | 3:1             | Arabia Saudita | Estados Unidos  | 5:2                   | Costa de Marfil |
| 1995 Detalle                                                                   | Arabia Saudita        | Dinamarca | 2:0             | Argentina      | México          | 1:1 (t.s.) 5:4 (pen.) | Nigeria         |
| Copa FIFA Confederaciones / Copa de las Confederaciones / Copa Confederaciones |                       |           |                 |                |                 |                       |                 |
| 1997 Detalle                                                                   | Arabia Saudita        | Brasil    | 6:0             | Australia      | República Checa | 1:0                   | Uruguay         |
| 1999 Detalle                                                                   | México                | México    | 4:3             | Brasil         | Estados Unidos  | 2:0                   | Arabia Saudita  |
| 2001 Detalle                                                                   | Corea del Sur y Japón | Francia   | 1:0             | Japón          | Australia       | 1:0                   | Brasil          |
| 2003 Detalle                                                                   | Francia               | Francia   | 1:0 (t.s.)      | Camerún        | Turquía         | 2:1                   | Colombia        |
| 2005 Detalle                                                                   | Alemania              | Brasil    | 4:1             | Argentina      | Alemania        | 4:3 (t.s.)            | México          |
| 2009 Detalle                                                                   | Sudáfrica             | Brasil    | 3:2             | Estados Unidos | España          | 3:2 (t.s.)            | Sudáfrica       |
| 2013 Detalle                                                                   | Brasil                | Brasil    | 3:0             | España         | Italia          | 2:2 (t.s.) 3:2 (pen.) | Uruguay         |
| 2017 Detalle                                                                   | Rusia                 | Alemania  | 1:0             | Chile          | Portugal        | 2:1 (t.s.)            | México          |

### Equipos

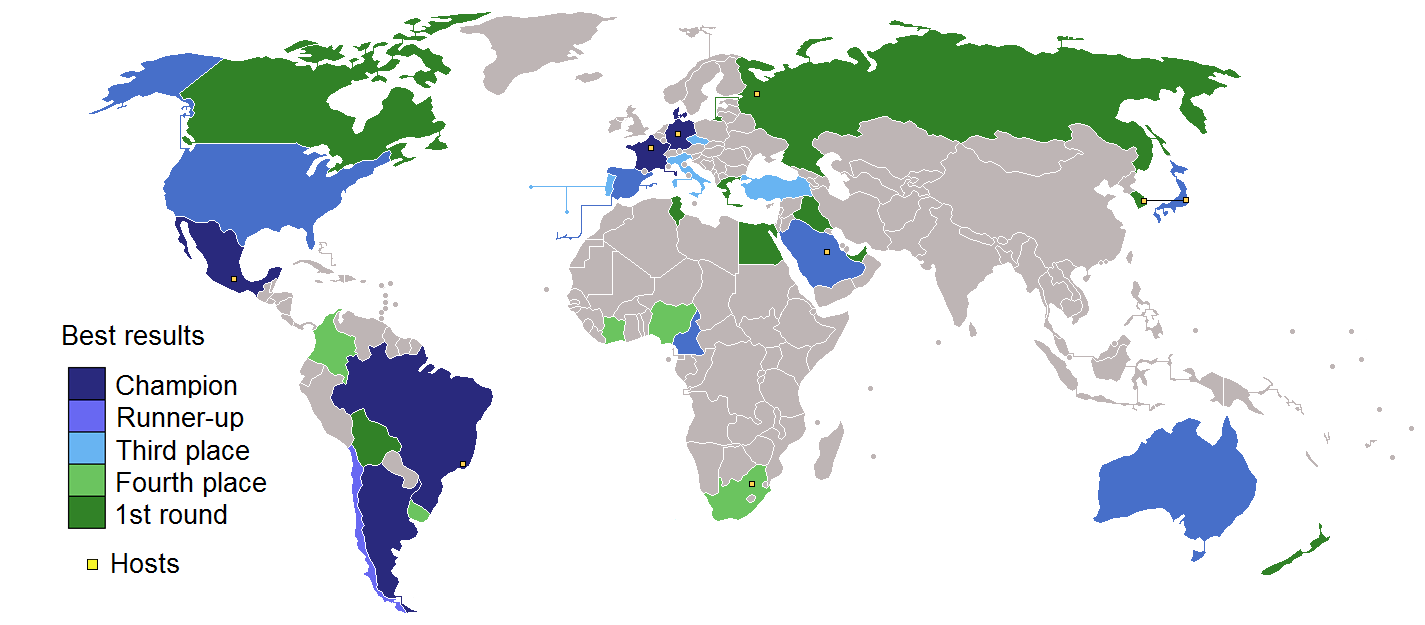
Mapa según resultados en la Copa Confederaciones y países sedes.

33 equipos diferentes han participado a lo largo de la Copa FIFA Confederaciones. De todos estos equipos, solo 13 han llegado a la final del torneo y 6 han alcanzado la victoria.
Brasil es el equipo más exitoso, al alcanzar cuatro campeonatos, seguido por Francia con dos. En términos estadísticos, Brasil es el equipo con más victorias, seguido por Francia; también, ha sido la selección con más participaciones en finales, en un total de 5.
Brasil y Francia son, además, los únicos equipos que han ganado torneos consecutivamente: Francia logró dos en 2001 y 2003, mientras que los sudamericanos lo lograron tres veces consecutivas en 2005, 2009 y 2013. La final de 2009, además, fue la primera en que se coronó a un tricampeón, Brasil tras vencer 3-2 a los Estados Unidos.
De los seis equipos campeones; Brasil, México y Francia han sido campeones al menos una vez cuando el torneo fue organizado en su casa. Por otro lado, Brasil, Argentina, Dinamarca y Francia son los equipos que han ganado un torneo fuera de su continente: en Arabia Saudita 1997, Alemania 2005 y Sudáfrica 2009 para el primero, en Arabia Saudita 1992 para el segundo, en Arabia Saudita 1995 para el tercero y en Corea del Sur y Japón 2001 para el cuarto.
En cuanto a las participaciones, Brasil y México son los equipos con más eventos disputados con 7 cada uno, les siguen Japón con 5 y los Estados Unidos y Arabia Saudita con 4.

### Palmarés
La lista a continuación muestra a los 22 equipos que han estado entre los cuatro mejores de alguna edición del torneo.
En cursiva, se indica el torneo en que el equipo fue local.
| Equipo          | Campeón                    | Subcampeón     | Tercer puesto  | Cuarto puesto  |
| --------------- | -------------------------- | -------------- | -------------- | -------------- |
| Brasil          | 4 (1997, 2005, 2009, 2013) | 1 (1999)       |                | 1 (2001)       |
| Francia         | 2 (2001, 2003)             |                |                |                |
| Argentina       | 1 (1992)                   | 2 (1995, 2005) |                |                |
| México          | 1 (1999)                   |                | 1 (1995)       | 2 (2005, 2017) |
| Alemania        | 1 (2017)                   |                | 1 (2005)       |                |
| Dinamarca       | 1 (1995)                   |                |                |                |
| Estados Unidos  |                            | 1 (2009)       | 2 (1992, 1999) |                |
| Australia       |                            | 1 (1997)       | 1 (2001)       |                |
| España          |                            | 1 (2013)       | 1 (2009)       |                |
| Arabia Saudita  |                            | 1 (1992)       |                | 1 (1999)       |
| Japón           |                            | 1 (2001)       |                |                |
| Camerún         |                            | 1 (2003)       |                |                |
| Chile           |                            | 1 (2017)       |                |                |
| República Checa |                            |                | 1 (1997)       |                |
| Turquía         |                            |                | 1 (2003)       |                |
| Italia          |                            |                | 1 (2013)       |                |
| Portugal        |                            |                | 1 (2017)       |                |
| Uruguay         |                            |                |                | 2 (1997, 2013) |
| Costa de Marfil |                            |                |                | 1 (1992)       |
| Nigeria         |                            |                |                | 1 (1995)       |
| Colombia        |                            |                |                | 1 (2003)       |
| Sudáfrica       |                            |                |                | 1 (2009)       |

#### Títulos por confederación
| Confederación                     | Títulos | Años                          |
| --------------------------------- | ------- | ----------------------------- |
| Conmebol (América del Sur)        | 5       | 1992, 1997, 2005, 2009 y 2013 |
| UEFA (Europa)                     | 4       | 1995, 2001, 2003 y 2017       |
| Concacaf (N.-C. América y Caribe) | 1       | 1999                          |

### Jugadores
En cuanto a partidos disputados, el brasileño Dida jugó 22 partidos, récord que se mantiene hasta la actualidad.
En cuanto a goles, los nueve del mexicano Cuauhtémoc Blanco y el brasileño Ronaldinho los convierten en los jugadores que más goles ha marcado en todos los eventos de la Copa. En la Copa FIFA Confederaciones 1997, el brasileño Romário marcó 7 anotaciones, cifra que se ha mantenido como la mayor cantidad de goles alcanzada en un solo evento, siendo sus únicas anotaciones en copa confederaciones.
A continuación se listan los jugadores con más anotaciones y partidos en la Copa Confederaciones. En cursiva se indican los jugadores que se mantienen activos a la fecha.
Nota: En negrita jugadores en activo seleccionables por su selección.
| Pos. | Jugador             | G. | Part. | Prom. | Debut              |
| ---- | ------------------- | -- | ----- | ----- | ------------------ |
| 1    | Cuauhtémoc Blanco   | 9  | 8     | 1.13  | 1997 (3), 1999 (6) |
| =    | Ronaldinho          | 9  | 13    | 0.69  | 1999 (6), 2005 (3) |
| 3    | Fernando Torres     | 8  | 9     | 0.89  | 2009 (3), 2013 (5) |
| 4    | Romário             | 7  | 4     | 1.75  | 1997 (7)           |
| =    | Adriano             | 7  | 8     | 0.88  | 2003 (2), 2005 (5) |
| 6    | Marzouk Al-Otaibi   | 6  | 4     | 1.50  | 1999 (6)           |
| =    | David Villa         | 6  | 8     | 0.75  | 2009 (3), 2013 (3) |
| 8    | Vladimír Šmicer     | 5  | 5     | 1.00  | 1997 (5)           |
| =    | Luís Fabiano        | 5  | 5     | 1.00  | 2009 (5)           |
| =    | Fred                | 5  | 5     | 1.00  | 2013 (5)           |
| =    | Alexsandro de Souza | 5  | 7     | 0.71  | 1999 (4), 2003 (1) |
| =    | John Aloisi         | 5  | 9     | 0.56  | 1997 (1), 2005 (4) |
| =    | Robert Pirès        | 5  | 10    | 0.50  | 2001 (2), 2003 (3) |

Actualizado hasta final de la edición 2017.
Nota: En negrita jugadores seleccionables por su selección.
| Pos. | Jugador              | Part. | Debut |
| ---- | -------------------- | ----- | ----- |
| 1    | Dida                 | 22    | 1997  |
| 2    | Lúcio                | 17    | 2001  |
| 3    | Pavel Pardo          | 16    | 1997  |
| 4    | Claudio Suárez       | 14    | 1995  |
| 5    | Ronaldinho           | 13    | 1999  |
| 6    | Tony Vidmar          | 11    | 1997  |
| =    | Émerson              | 11    | 1999  |
| 8    | Mohammed Al-Khilaiwi | 10    | 1992  |
| =    | Robert Pirès         | 10    | 2001  |
| =    | Sylvain Wiltord      | 10    | 2001  |
| 11   | Salvador Carmona     | 10    | 1997  |
| =    | Hidetoshi Nakata     | 10    | 2001  |
| =    | Kaká                 | 10    | 2005  |
| =    | Robinho              | 10    | 2005  |
| =    | Zé Roberto           | 10    | 2005  |
| =    | Oswaldo Sánchez      | 10    | 1997  |
| =    | Júlio César          | 10    | 2009  |

Actualizado hasta final de la edición 2017.

### Entrenadores
Diez entrenadores distintos han conquistado el trofeo, ningún seleccionador ha repetido el título. Cabe señalar que todos los entrenadores que han ganado algún campeonato han sido de la misma nacionalidad de las selecciones que dirigieron.

### Goles
Durante las 9 ediciones de la Copa Confederaciones disputadas hasta 2013, 380 goles. De estos, 5 han sido autogoles.
A nivel de torneos, la Copa FIFA Confederaciones 2013 es la que han tenido mayor número de goles, con 68 anotaciones en sus 16 partidos disputados cada una, mientras el menor número fue en 1992 con 18 goles en solo 4 partidos. Considerando el número de partidos, el mayor número de goles por partido fue en la Confederaciones de 1992, con 4,5 tantos por encuentro; la cifra menor, en tanto, fue de 1,93 goles por partido en la Confederaciones de 2001. El mexicano Cuauhtémoc Blanco y el brasileño Ronaldinho ambos son los máximos anotadores en la historia del torneo con 9.
Los sorteos de los equipos participantes han producido, en ocasiones, encuentros entre selecciones de nivel muy diferente, lo que se ha reflejado en goleadas. Sin embargo, no todos los encuentros con un alto número de goles anotados se deben únicamente a goleadas: el partido con más goles anotados fue el disputado entre España y Tahití en la Copa FIFA Confederaciones 2013, el cual finalizó con una goleada española por 10:0, siendo este el mayor resultado en la historia del torneo, aquel torneo debido al amateurismo de la selección de Tahití se suscitaron tres de las máximas goleadas de la historia del torneo. La final con más anotaciones, en tanto, fue la disputada en Copa FIFA Confederaciones 1999 por México y Brasil, que terminó con la victoria de los primeros por 4:3. También destaca la victoria de 6:0 de Brasil sobre Australia en la final de 1997, siendo el resultado más amplio en una final.
A continuación se listan las mayores goleadas en la Copa FIFA Confederaciones:
| Selección              | Resultado | Selección       | Edición                    |
| ---------------------- | --------- | --------------- | -------------------------- |
| España                 | 10:0      | Tahití          | Brasil 2013                |
| Uruguay                | 8:0       | Tahití          | Brasil 2013                |
| Brasil                 | 8:2       | Arabia Saudita  | México 1999                |
| Brasil                 | 6:0       | Australia       | Arabia Saudita 1997        |
| Emiratos Árabes Unidos | 1:6       | República Checa | Arabia Saudita 1997        |
| Nigeria                | 6:1       | Tahití          | Brasil 2013                |
| Arabia Saudita         | 0:5       | México          | Arabia Saudita 1997        |
| Nueva Zelanda          | 0:5       | España          | Sudáfrica 2009             |
| Francia                | 5:0       | Corea del Sur   | Corea del Sur y Japón 2001 |
| Francia                | 5:0       | Nueva Zelanda   | Francia 2003               |
| Argentina              | 5:1       | Japón           | Arabia Saudita 1995        |
| México                 | 5:1       | Arabia Saudita  | México 1999                |
| Egipto                 | 1:5       | Arabia Saudita  | México 1999                |

### Clasificación histórica
- Actualizado al último partido jugado el 2 de julio de 2017.[9][10]

| Pos. | Selección              | Part. | PJ | PG | PE | PP | GF | GC | Dif. | Puntos | Títulos |
| ---- | ---------------------- | ----- | -- | -- | -- | -- | -- | -- | ---- | ------ | ------- |
| 1°   | Brasil                 | 7     | 33 | 23 | 5  | 5  | 78 | 28 | +50  | 74     | 4       |
| 2°   | México                 | 7     | 27 | 11 | 6  | 10 | 44 | 43 | +1   | 39     | 1       |
| 3°   | Francia                | 2     | 10 | 9  | 0  | 1  | 24 | 5  | +19  | 27     | 2       |
| 4°   | Alemania               | 3     | 13 | 8  | 2  | 3  | 29 | 22 | +7   | 26     | 1       |
| 5°   | España                 | 2     | 10 | 7  | 1  | 2  | 26 | 8  | +18  | 22     | –       |
| 6°   | Estados Unidos         | 4     | 15 | 6  | 1  | 8  | 20 | 20 | 0    | 19     | –       |
| 7°   | Argentina              | 3     | 10 | 5  | 3  | 2  | 22 | 14 | +8   | 18     | 1       |
| 8°   | Australia              | 4     | 16 | 5  | 3  | 8  | 17 | 25 | -8   | 18     | –       |
| 9°   | Japón                  | 5     | 17 | 5  | 2  | 10 | 19 | 25 | -6   | 17     | –       |
| 10°  | Uruguay                | 2     | 10 | 5  | 1  | 4  | 22 | 13 | +9   | 16     | –       |
| 11°  | Camerún                | 3     | 11 | 4  | 2  | 5  | 7  | 11 | -4   | 14     | –       |
| 12°  | Portugal               | 1     | 5  | 3  | 2  | 0  | 9  | 3  | +6   | 11     | –       |
| 13°  | Italia                 | 2     | 8  | 3  | 2  | 3  | 13 | 15 | -2   | 11     | –       |
| 14°  | Arabia Saudita         | 4     | 12 | 3  | 1  | 8  | 13 | 31 | -18  | 10     | –       |
| 15°  | Nigeria                | 2     | 6  | 2  | 2  | 2  | 11 | 7  | +4   | 8      | –       |
| 16°  | Dinamarca              | 1     | 3  | 2  | 1  | 0  | 5  | 1  | +4   | 7      | 1       |
| 17°  | República Checa        | 1     | 5  | 2  | 1  | 2  | 10 | 7  | +3   | 7      | –       |
| 18°  | Turquía                | 1     | 5  | 2  | 1  | 2  | 8  | 8  | 0    | 7      | –       |
| 19°  | Chile                  | 1     | 5  | 1  | 3  | 1  | 4  | 3  | +1   | 6      | –       |
| 20°  | Colombia               | 1     | 5  | 2  | 0  | 3  | 5  | 5  | 0    | 6      | –       |
| 21°  | Corea del Sur          | 1     | 3  | 2  | 0  | 1  | 3  | 6  | -3   | 6      | –       |
| 22°  | Sudáfrica              | 2     | 8  | 1  | 2  | 5  | 9  | 13 | -4   | 5      | –       |
| 23°  | Egipto                 | 2     | 6  | 1  | 2  | 3  | 8  | 17 | -9   | 5      | –       |
| 24°  | Rusia                  | 1     | 3  | 1  | 0  | 2  | 3  | 3  | 0    | 3      | –       |
| 25°  | Túnez                  | 1     | 3  | 1  | 0  | 2  | 3  | 5  | -2   | 3      | –       |
| 26°  | Emiratos Árabes Unidos | 1     | 3  | 1  | 0  | 2  | 2  | 8  | -6   | 3      | –       |
| 27°  | Bolivia                | 1     | 3  | 0  | 2  | 1  | 2  | 3  | -1   | 2      | –       |
| 28°  | Irak                   | 1     | 3  | 0  | 2  | 1  | 0  | 1  | -1   | 2      | –       |
| 29°  | Grecia                 | 1     | 3  | 0  | 1  | 2  | 0  | 4  | -4   | 1      | –       |
| 30°  | Canadá                 | 1     | 3  | 0  | 1  | 2  | 0  | 5  | -5   | 1      | –       |
| 31°  | Nueva Zelanda          | 4     | 12 | 0  | 1  | 11 | 3  | 32 | -29  | 1      | –       |
| 32°  | Costa de Marfil        | 1     | 2  | 0  | 0  | 2  | 2  | 9  | -7   | 0      | –       |
| 33°  | Tahití                 | 1     | 3  | 0  | 0  | 3  | 1  | 24 | -23  | 0      | –       |

## Premios
Durante la realización de la Copa FIFA Confederaciones la organización dispone la entrega de diversos premios de acuerdo a la participación de los equipos y jugadores a lo largo del torneo. Sin lugar a dudas el principal premio es el título de campeón del evento; el equipo que logra coronarse como campeón recibe el Trofeo de la Copa FIFA Confederaciones por cuatro años (desde 2005).

### Goleadores
Desde el inicio del torneo, uno de los premios más importantes es al goleador del evento, es decir, el jugador que anota más goles durante la realización de la fase final de cada Copa Mundial. Desde sus inicios el premio fue instituido oficialmente como el «Botín de Oro». También fueron además entregados el «botín de plata» y el «botín de bronce», para los jugadores en el segundo y tercer lugar de la estadística de goleadores. Si hay dos o más jugadores con la misma cantidad de goles, cada uno recibe el premio correspondiente, sin tomar en cuenta la cantidad de minutos jugados por cada uno o si los goles fueron anotados en penaltis. Estadísticamente, se destaca la Copa Confederaciones 2001, en el que hubo 7 goleadores, siendo la menor cantidad de goles marcados por un goleador con solo dos anotaciones cada uno.
| Copa                       | Goleador                                                                                              | Goles |
| -------------------------- | --- | ----- |
| Arabia Saudita 1992        | Gabriel Batistuta                                                                                     | 2     |
| Arabia Saudita 1992        | Bruce Murray                                                                                          | 2     |
| Arabia Saudita 1995        | Luis García                                                                                           | 3     |
| Arabia Saudita 1997        | Romário                                                                                               | 7     |
| México 1999                | Ronaldinho                                                                                            | 6     |
| México 1999                | Cuauhtémoc Blanco                                                                                     | 6     |
| México 1999                | Marzouk Al-Otaibi                                                                                     | 6     |
| Corea del Sur / Japón 2001 | Shaun Murphy Éric Carrière Robert Pirès Patrick Vieira Sylvain Wiltord Takayuki Suzuki Hwang Sun-hong | 2     |
| Francia 2003               | Thierry Henry                                                                                         | 4     |
| Alemania 2005              | Adriano                                                                                               | 5     |
| Sudáfrica 2009             | Luís Fabiano                                                                                          | 5     |
| Brasil 2013                | Fernando Torres                                                                                       | 5     |
| Brasil 2013                | Fred                                                                                                  | 5     |
| Rusia 2017                 | Timo Werner Leon Goretzka Lars Stindl                                                                 | 3     |

### Balón de Oro
El premio «Balón de Oro» es entregado al mejor jugador de cada edición de la Copa FIFA Confederaciones. Este reconocimiento se entrega desde la creación del torneo. En las primeras dos ediciones en 1992 y 1995 no se entregaron el balón de plata y bronce, si no hasta la edición de 1997.
| Copa                       | Balón de Oro      | Equipo    | Balón de Plata      | Equipo    | Balón de Bronce   | Equipo          |
| -------------------------- | ----------------- | --------- | ------------------- | --------- | ----------------- | --------------- |
| Arabia Saudita 1992        | Fernando Redondo  | Argentina | -                   |           | -                 |                 |
| Arabia Saudita 1995        | Brian Laudrup     | Dinamarca | -                   |           | -                 |                 |
| Arabia Saudita 1997        | Denílson          | Brasil    | Romário             | Brasil    | Vladimír Šmicer   | República Checa |
| México 1999                | Cuauhtémoc Blanco | México    | Ronaldinho          | Brasil    | Marzouq Al-Otaibi | Arabia Saudita  |
| Corea del Sur / Japón 2001 | Robert Pirès      | Francia   | Patrick Vieira      | Francia   | Hidetoshi Nakata  | Japón           |
| Francia 2003               | Thierry Henry     | Francia   | Tuncay Şanlı        | Turquía   | Marc-Vivien Foé   | Camerún         |
| Alemania 2005              | Adriano           | Brasil    | Juan Román Riquelme | Argentina | Ronaldinho        | Brasil          |
| Sudáfrica 2009             | Kaká              | Brasil    | Luís Fabiano        | Brasil    | Clint Dempsey     | Estados Unidos  |
| Brasil 2013                | Neymar            | Brasil    | Andrés Iniesta      | España    | Paulinho          | Brasil          |
| Rusia 2017                 | Julian Draxler    | Alemania  | Alexis Sánchez      | Chile     | Leon Goretzka     | Alemania        |

### Guante de Oro
El premio «Guante de Oro» es entregado desde la Confederaciones de 2005 al mejor guardameta de cada torneo.
| Copa           | Selección      | Portero         |
| Alemania 2005  | México         | Oswaldo Sánchez |
| Sudáfrica 2009 | Estados Unidos | Tim Howard      |
| Brasil 2013    | Brasil         | Júlio César     |
| Rusia 2017     | Chile          | Claudio Bravo   |
| -------------- | -------------- | --------------- |

### Premio al juego limpio
El «Premio al juego limpio» es entregado desde la Confederaciones de 1997 al equipo con la mejor disciplina de cada torneo.
| Copa                       | Selección              |
| Arabia Saudita 1997        | Sudáfrica              |
| México 1999                | Nueva Zelanda y Brasil |
| Corea del Sur y Japón 2001 | Japón                  |
| Francia 2003               | Japón                  |
| Alemania 2005              | Grecia                 |
| Sudáfrica 2009             | Brasil                 |
| Brasil 2013                | España                 |
| Rusia 2017                 | Alemania               |
| -------------------------- | ---------------------- |

### Equipo estelar
En cada torneo, desde 2009 se elige un "equipo estelar" en que se listan los mejores jugadores de cada evento en cada una de las posiciones.
| Copa FIFA Confederaciones Sudáfrica 2009 | Copa FIFA Confederaciones Sudáfrica 2009 | Copa FIFA Confederaciones Sudáfrica 2009 | Copa FIFA Confederaciones Sudáfrica 2009 |
| Portero                                  | Defensores                               | Mediocampistas                           | Delanteros                               |
| ---------------------------------------- | ---------------------------------------- | ---------------------------------------- | ---------------------------------------- |
| Tim Howard                               | Joan Capdevila Carles Puyol Lúcio Maicon | Kaká Mohamed Aboutrika Clint Dempsey     | Fernando Torres David Villa Luís Fabiano |

| Copa FIFA Confederaciones Brasil 2013 | Copa FIFA Confederaciones Brasil 2013           | Copa FIFA Confederaciones Brasil 2013 | Copa FIFA Confederaciones Brasil 2013 |
| Portero                               | Defensas                                        | Centrocampistas                       | Delanteros                            |
| ------------------------------------- | ----------------------------------------------- | ------------------------------------- | ------------------------------------- |
| Júlio César                           | David Luiz Thiago Silva Sergio Ramos Dani Alves | Andrés Iniesta Andrea Pirlo Paulinho  | Neymar Fernando Torres Fred           |

### Gol del torneo
| Copa        | Selección | Autor del gol | Selección contraria |
| ----------- | --------- | ------------- | ------------------- |
| Brasil 2013 | Uruguay   | Luis Suárez   | España              |
| Rusia 2017  | México    | Marco Fabián  | Alemania            |

### Tripletes o más
A continuación se detallan los tripletes conseguidos a lo largo de la competición.
| Fecha      | Jugador           | Goles                  | Local                  | Resultado | Visitante       | Edición |
| 17/12/1997 | Vladimír Šmicer   | 42' · 68' · 71'        | Emiratos Árabes Unidos | 1:6       | República Checa | 1997    |
| 21/12/1997 | Ronaldo           | 15' · 27' · 59'        | Brasil                 | 6:0       | Australia       | 1997    |
| 21/12/1997 | Romário           | 38' · 53' · 75'        | Brasil                 | 6:0       | Australia       | 1997    |
| 25/7/1999  | Cuauhtémoc Blanco | 12' · 19' · 68' · 77'  | México                 | 5:1       | Arabia Saudita  | 1999    |
| 29/7/1999  | Marzouq Al-Otaibi | 8' · 34' · 78' · 85'   | Egipto                 | 1:5       | Arabia Saudita  | 1999    |
| 1/8/1999   | Ronaldinho        | 11' · 65' · 90+2'      | Brasil                 | 8:2       | Arabia Saudita  | 1999    |
| 18/6/2005  | Luciano Figueroa  | 12' · 53' · 89'        | Australia              | 2:4       | Argentina       | 2005    |
| 14/6/2009  | Fernando Torres   | 6' · 14' · 17'         | Nueva Zelanda          | 0:5       | España          | 2009    |
| 17/6/2013  | Nnamdi Oduamadi   | 10' · 26' · 76'        | Tahití                 | 1:6       | Nigeria         | 2013    |
| 20/6/2013  | Fernando Torres   | 5' · 33' · 57' · 78'   | España                 | 10:0      | Tahití          | 2013    |
| 20/6/2013  | David Villa       | 39' · 49' · 64'        | España                 | 10:0      | Tahití          | 2013    |
| 23/6/2013  | Abel Hernández    | 2' · 24' · 45+1' · 67' | Uruguay                | 8:0       | Tahití          | 2013    |
| ---------- | ----------------- | ---------------------- | ---------------------- | --------- | --------------- | ------- |